# اسکات دورانت
اسکات دورانت (انگلیسی: Scott Durant؛ زادهٔ ۱۲ فوریه ۱۹۸۸) قایقران روئینگ اهل بریتانیا است.
وی در مسابقات کشوری و بین‌المللی در مجموع برندهٔ ۲ مدال طلا، ۱ مدال نقره، ۳ مدال برنز شده‌است.